# Alan Cruz
Alan Enrique Cruz Munguía (nació el 5 de agosto de 1977 en Ciudad de México) es un exfutbolista y entrenador mexicano; se desempeñaba en la posición de guardameta.
Ha ejercido el cargo de entrenador de porteros en Jaguares de Chiapas y Pachuca; a partir del 14 de noviembre del 2022, se volvió entrenador de porteros del Cruz Azul, en sustitución del "Conejo" Oscar Pérez Rojas. 

## Trayectoria

### Futbolista
Arrancó su carrera en la Tercera División de México, con el Ecatepec, equipo con el que consiguió el ascenso a la Segunda División A, en la Temporada 1987-1988. 
Debutó en la Primera División con Cobras de Ciudad Juárez en la Temporada 1989-1990; fue Campeón de la Primera División de México jugando para el Atlante y Tecos. 
Llegó al Club Puebla para el Invierno 1999 y para el Verano 2001 pasó a Morelia. En la Temporada 2001-2002, jugó en la División de Plata con Chapulineros de Oaxaca y en el Apertura 2002 fue fichado por Jaguares de Chiapas, club donde culminó su carrera al finalizar el Clausura 2004. Con los Naranjas alternó la posición con Adrián Zermeño y Omar "Gato" Ortiz.
Apareció en la posición 230 en la lista de porteros que suman más tiempo sin recibir anotación, de acuerdo a la Federación Internacional de Historia y Estadística de Fútbol. Con la playera de Tecos, del 28 de enero al 16 de marzo de 1994, en la Temporada 1993-1994, contabilizó 736 minutos sin permitir gol. Aquella vez dejó atrás la marca del también mexicano Nicolás Navarro, quien jugaba en el Club Necaxa. Durante el Apertura 2008, el arquero Hernán Cristante del Toluca, sumó 772 minutos sin recibir anotación, superando lo hecho por Alan Cruz en 1994.   

## Clubes

### Futbolista
| C.F. Cobras · México                                                                                                  |               |               |     |    |    |     |
| 1.ª | 1988-89       | 2             | 1   | -  | 3  |     |
| 1.ª | 1989-90       | 10            | -   | -  | 10 |     |
| 1.ª | 1990-91       | 1             | 1   | -  | 2  |     |
| 1.ª | 1991-92       | 37            | 6   | -  | 43 |     |
| Total club | Total club    | 50            | 8   | -  | 58 |     |
| Tecos · México |               |               |     |    |    |     |
| 1.ª | 1993-94       | 22            | -   | -  | 22 |     |
| 1.ª | 1994-95       | 6             | 1   | 0  | 7  |     |
| 1.ª | 1995-96       | 6             | 2   | -  | 8  |     |
| 1.ª | 1996-97       | 39            | 7   | -  | 46 |     |
| Total club | Total club    | 73            | 10  | 0  | 83 |     |
| Atlante · México |               |               |     |    |    |     |
| 1.ª | 1992-93       | 9             | -   | -  | 9  |     |
| 1.ª | 1997-98       | 18            | 0   | -  | 18 |     |
| 1.ª | 1998-99       | 19            | -   | -  | 19 |     |
| Total club | Total club    | 46            | 0   | -  | 46 |     |
| Club Puebla · México                                                                                                  |               |               |     |    |    |     |
| 1.ª | 1999-00       | 20            | -   | -  | 20 |     |
| Total club | Total club    | 20            | -   | -  | 20 |     |
| Morelia · México |               |               |     |    |    |     |
| 1.ª | 2001          | 7             | -   | -  | 7  |     |
| Total club | Total club    | 7             | -   | -  | 7  |     |
| Chapulineros de Oaxaca · México                                                                                       |               |               |     |    |    |     |
| 2.ª | 2001-02       | 13            | -   | -  | 13 |     |
| Total club | Total club    | 13            | -   | -  | 13 |     |
| Jaguares de Chiapas · México                                                                                          |               |               |     |    |    |     |
| 1.ª | 2002-03       | 28            | -   | -  | 28 |     |
| 1.ª | 2003-04       | 10            | -   | -  | 10 |     |
| Total club | Total club    | 38            | -   | -  | 38 |     |
| Total carrera | Total carrera | Total carrera | 247 | 18 | 0  | 265 |
| (1)Incluye datos de la Copa México y Pre Pre Libertadores (1998). (2)Incluye datos de la Recopa de la Concacaf (1995) |               |               |     |    |    |     |

### Resumen estadístico
| Competencia                | Partidos | Goles Recibidos |
| -------------------------- | -------- | --------------- |
| Primera División de México | 224      | 335             |

## Palmarés

### Futbolista
Campeonatos nacionales
| Categoría                  | Título              | Club    | País   |
| -------------------------- | ------------------- | ------- | ------ |
| Primera División de México | Temporada 1992-1993 | Atlante | México |
| Primera División de México | Temporada 1993-1994 | Tecos   | México |

Campeonato internacional
| Título                     | Club  | Sede           | Año  |
| -------------------------- | ----- | -------------- | ---- |
| Recopa de la Concacaf 1995 | Tecos | Estados Unidos | 1996 |